# Ольга (срібна монета)
«О́льга» — пам'ятна срібна монета номіналом 10 гривень, випущена Національним банком України, присвячена княгині Ользі (близько 910—969) — володарці Київської держави у 945—964 років. Здійснила державну реформу. Організувала опорні пункти київської центральної влади та судочинства на місцях, що сприяло становленню Давньоруської держави. У зовнішній політиці продовжувала започаткований Аскольдом курс. Особисто прийняла християнство у Константинополі 955 році. Згодом запрошувала європейських священиків до Києва для розповсюдження християнства. Канонізована православною церквою (христ. ім'я — Олена).
Монету введено в обіг 19 січня 2000 року. Вона належить до серії «Княжа Україна».

## Опис монети та характеристики
| Номінал грн. | Метал  | Маса, г      | Діаметр, мм | Якість виготовлення | Гурт     | Тираж, штук |
| ------------ | ------ | ------------ | ----------- | ------------------- | -------- | ----------- |
| 10           | срібло | 31,1 / 33,62 | 38,61       | пруф                | рифлений | 10 000      |

### Аверс
На аверсі монети в обрамленні давньоруського орнаменту саркофагу княгині Ольги з Десятинної церкви зображено малий Державний герб України та розміщено написи: «1999», «УКРАЇНА», «10», «ГРИВЕНЬ», а також позначення металу — Ag, його проба — «925», вага у чистоті — «31,1».

### Реверс

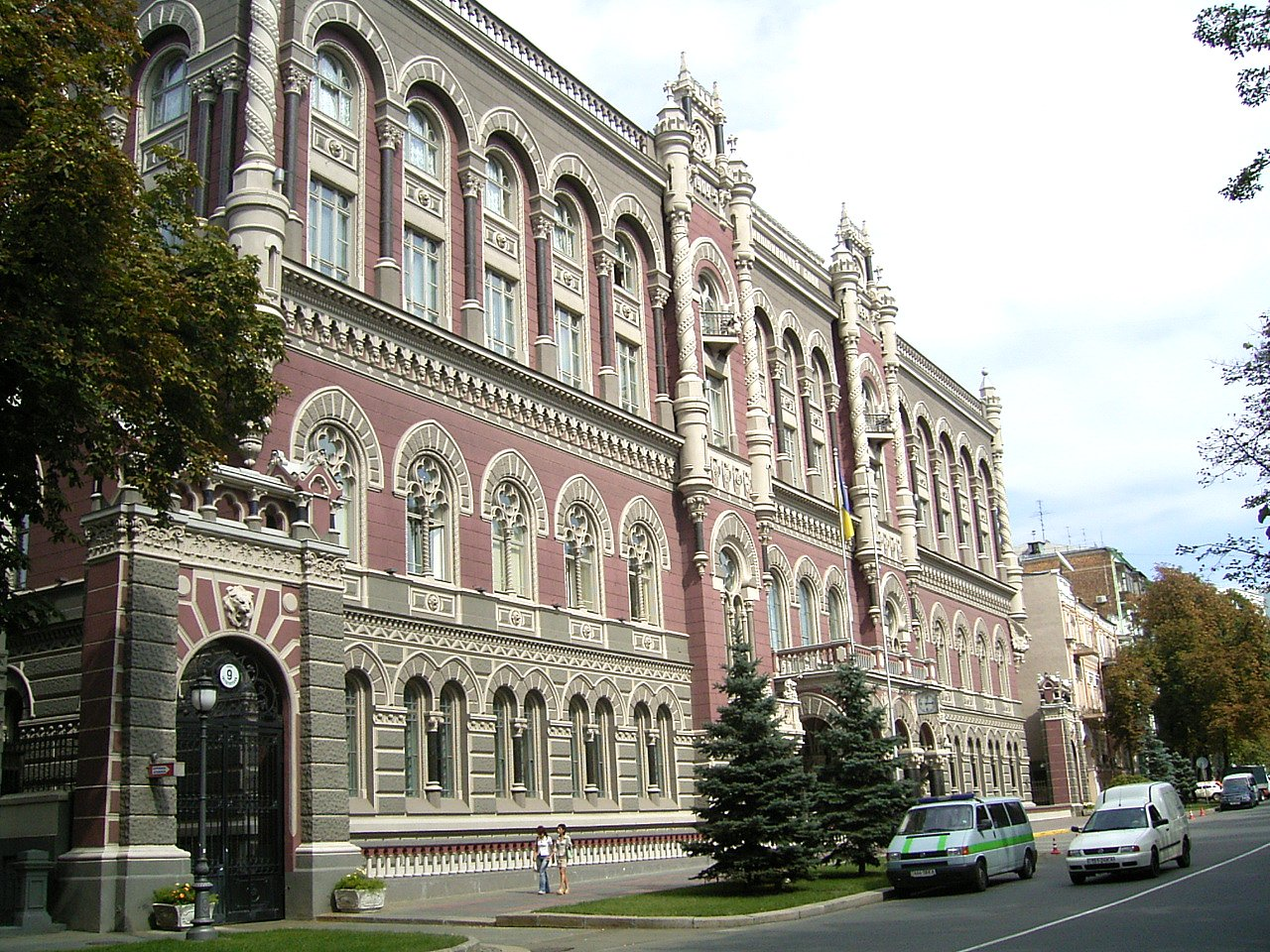
Будівля Національного банку України

На реверсі монети на тлі літописної сцени прийому Ольги візантійським імператором Костянтином Багрянородним зображено урочистий портрет княгині та розміщено стилізовані написи: «ОЛЬГА» і «945 — 964» (угорі) та «КНЯЖА УКРАЇНА» (унизу в два рядки).

## Автори
- Художники: Козаченко Віталій, Таран Володимир, Харук Олександр, Харук Сергій.
- Скульптори: Атаманчук Володимир, Дем'яненко Володимир.

## Вартість монети
Ціна монети — 575 гривень була вказана на сайті Національного банку України в 2012 році.
Фактична приблизна вартість монети, з роками змінювалася так:
| Рік        | 2010 | 2011 | 2012 | 2013 | 2014 | 2015  | 2016  | 2017  | 2018  | 2019  | 2020  | 2021  | 2022  | 2023  | 2024  | 2025  |
| ---------- | ---- | ---- | ---- | ---- | ---- | ----- | ----- | ----- | ----- | ----- | ----- | ----- | ----- | ----- | ----- | ----- |
| Ціна, грн. | 650  | 700  | 700  | 700  | 770  | 1 350 | 1 480 | 1 400 | 1 400 | 1 400 | 1 650 | 2 500 | 2 400 | 2 500 | 3 600 | 4 500 |